# Alexandre Havard
Alexandre Havard (ur. 7 lutego 1962 w Paryżu) – francuski prawnik, wykładowca, ekspert w dziedzinie przywództwa, autor wydanej w 13 językach książki Etyka przywódcy (także po polsku).

## Życiorys
Syn Cyrila Havarda (ur. 1929), urodzonego w rodzinie rosyjskich emigrantów w Paryżu, oraz Ireny Gedevanishvili (1938–2011), z rodziny gruzińskiej.
Studiował prawo na Université de Paris V (1981–1986), pracował jako radca prawny w Strasburgu (1987–1989). W 1989 przeprowadził się do Helsinek, gdzie studiował prawo i prowadził zajęcia z prawa UE. Wykładał poza tym na wielu uniwersytetach: Harvard Business School, Katolickim Uniwersytecie Ameryki, United States Army War College (USA), IESE Business School (Hiszpania), Institut de formation politique (Francja), Uniwersytecie Gdańskim, Strathmore Business School (Kenia) i wielu innych w Rosji, na Litwie, w Estonii, Finlandii i Ameryce Łacińskiej.
W roku 2004 założył European Center for Leadership Development (ECLD). Od 2007 mieszka i pracuje w Moskwie, jako przedstawiciel Havard Virtuous Leadership Institute. Prowadzi szkolenia z Virtuous Leadership (przywództwa opartego na cnotach).

## Przywództwo
Alexandre Havard jest jednym z autorytetów w dziedzinie przywództwa. Jego koncepcja przywództwa bazuje na klasycznych cnotach, wzbogaconych o cnotę „magnanimity” (wielkoduszności). W 2007 roku została opublikowana w Nowym Jorku jego książka Virtuous Leadership (pol. Etyka przywódcy).